# Franz Kruckenberg

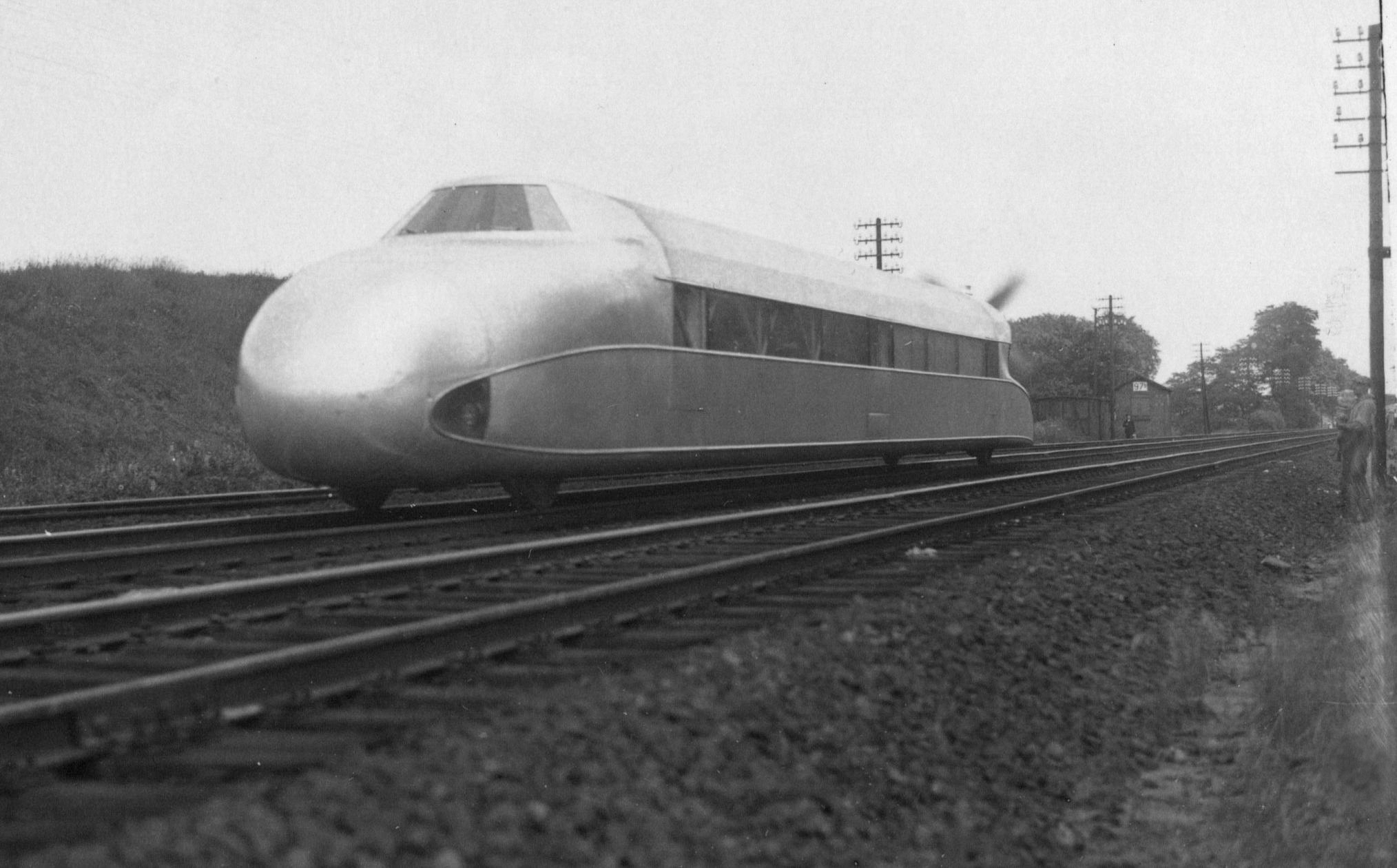
Schienenzeppelin

Franz Kruckenberg (ur. 21 sierpnia 1882 w Uetersen, zm. 19 czerwca 1965 w Heidelbergu) − niemiecki konstruktor Schienenzeppelin.

## Życie
Kruckenberg pochodził ze starej rodziny kupieckiej z Hamburga. Inżynier budowy okrętów, konstruował przed I wojną światową samoloty bojowe i sterowce. Już w tym czasie krytykował sterowce z powodu ich napełniania wybuchowym gazem i wykorzystania samolotów cywilnych, ponieważ ich koszty eksploatacji były wysokie.
Po pierwszej wojnie światowej Kruckenberg otworzył biuro inżynierskie w Heidelbergu. Najpierw zaprojektował kolej jednoszynową ale nie mógł sfinansować budowy prototypu. Potem współpracował z zakładami Flugbahn-Gesellschaft mbH należącymi do Hermanna Föttingera przy produkcji wagonu spalinowego Schienenzeppelin z napędem śmigłowym. Pierwsze próby przeprowadzono w dniu 25 września 1930 na linii kolejowej Kreiensen-Altenbeken.
21 czerwca 1931 pojazd szynowy skonstruowany przez niego wyruszył w swój dziewiczy kurs na linii kolejowej Berlin-Hamburg między Ludwigslust i Wittenberge. Był dwuosiowym wagonem spalinowym z napędem śmigłowym. Podczas przejazdu wagon ustanowił światowy rekord prędkości pojazdu szynowego: 230,2 kilometrów na godzinę.
Po Schienenzeppelin Kruckenberg opracował również wagon spalinowy Kruckenberg. Ten prototyp trójwagonowej jednostki trakcyjnej złożony był z wagonów silnikowych z napędem hydraulicznym. Podczas jazdy testowej 23 czerwca 1939 na trasie Hamburg-Berlin osiągnął nowy rekord 215 km/h. Koncepcja montażu silników na końcach zespołów trakcyjnych oraz wysoko umieszczone kabiny maszynisty była decydująca przy projektowaniu spalinowego zespołu trakcyjnego Baureihe VT 10.5, który został wyprodukowany w 1953 roku. Zespół trakcyjny kolei wschodnioniemieckich Baureihe VT 18.16 został zaprojektowany według koncepcji wagonu spalinowego Kruckenberga.

## Odznaczenie
1953: Order Zasługi Republiki Federalnej Niemiec

## Filmografia
- Eisenbahn Romantik – Aktuelles und Interessantes aus der Welt der Bahn. Folge 282